# Distretti della Sierra Leone

Distretti della Sierra Leone.

I distretti della Sierra Leone rappresentano la suddivisione territoriale di secondo livello del Paese, dopo le province, e ammontano a 14.

## Lista
| Mappa | Distretto                              | Capoluogo | Provincia          | Popolazione (2015) | Superficie (km²) |
| ----- | -------------------------------------- | --------- | ------------------ | ------------------ | ---------------- |
|       | Distretto di Bo                        | Bo        | Provincia del Sud  | 575 478            | 6 944            |
|       | Distretto di Bombali                   | Makeni    | Provincia del Nord | 606 544            | 3 939            |
|       | Distretto di Bonthe                    | Bonthe    | Provincia del Sud  | 200 781            | 5 976            |
|       | Distretto di Kailahun                  | Kailahun  | Provincia dell'Est | 526 379            | 5 466            |
|       | Distretto di Kambia                    | Kambia    | Provincia del Nord | 345 474            | 3 024            |
|       | Distretto di Kenema                    | Kenema    | Provincia dell'Est | 609 891            | 8 066            |
|       | Distretto di Koinadugu                 | Kabala    | Provincia del Nord | 409 372            | 6 353            |
|       | Distretto di Kono                      | Koidu     | Provincia dell'Est | 506 100            | 3 588            |
|       | Distretto di Moyamba                   | Moyamba   | Provincia del Sud  | 318 588            | 4 183            |
|       | Distretto di Port Loko                 | Port Loko | Provincia del Nord | 615 376            | 12 555           |
|       | Distretto di Pujehun                   | Pujehun   | Provincia del Sud  | 346 461            | 6 434            |
|       | Distretto di Tonkolili                 | Magburaka | Provincia del Nord | 531 435            | 5 391            |
|       | Distretto rurale dell'Area Occidentale | Waterloo  | Area Occidentale   | 444 270            | 613              |
|       | Distretto urbano dell'Area Occidentale | Freetown  | Area Occidentale   | 1 055 964          | 81               |